# Cyphostemma jiguu
Cyphostemma jiguu là một loài thực vật hai lá mầm trong họ Nho. Loài này được Verdc. miêu tả khoa học đầu tiên năm 1986.